# Jens Christian Grøndahl
Jens Christian Grøndahl (født 9. november 1959 i Lyngby) er en dansk forfatter. Han modtog i 1995 Herman Bangs Mindelegat og i 1998 De Gyldne Laurbær.

## Udvalgt bibliografi
- Kvinden i midten – 1985
- Syd for floden – 1986
- Rejsens bevægelser – 1988
- Det indre blik – 1990
- Skyggen i dit sted – 1991
- Dagene skilles – 1992
- Stilheden i glas – 1993
- Indian summer – 1994
- Tavshed i oktober – 1996
- Lucca – 1998
- Hjertelyd – 1999
- Virginia – 2000
- Et andet lys – 2002
- Piazza Bucarest – 2004
- Røde hænder – 2006
- Tre skridt tilbage – 2007
- Den tid det tager – 2008
- Fire dage i marts – 2008
- Det gør du ikke – 2010
- Om en time springer træerne ud - 2010
- Før vi siger farvel - 2012
- Den sibriske måne - 2013
- Med bedstemor i tidens labyrint - 2013
- Tit er jeg glad - 2016